# The Soft Parade (canción)
«The Soft Parade» es la novena y última canción del álbum del mismo nombre de la banda The Doors Fue grabada en 1969. Es una pieza muy variada tanto lírica como musicalmente. Fue escrita por el vocalista Jim Morrison Además empieza con una introducción dicha por el propio Morrison "When I was back there in seminary school, there was a person there Who put forth the proposition, that you can petition the lord with prayer Petition the lord with prayer, petition the lord with prayer You cannot petition the lord with prayer¡¡¡ (En español "Cuando yo estaba en la escuela intermedia, había una persona allí que se empeñó en proponer que puedes pedir al Señor con oraciones, pedir al Señor con oraciones, pedir al Señor con oraciones ¡No puedes pedir al Señor con oraciones!")

## Estructura
Para escribir la primera parte de la canción, Morrison se inspiró en las detenciones ocurridas en New Haven y Miami, ya que en la letra detona la sensación de querer esconderse. En la segunda parte cambia a un rock psicodélico y de ahí a un tono muy optimista para rematar con un blues-rock con el cual termina la canción.

## Presentación en la PBS
Una notable, pero rara presentación de la canción fue filmada para un documental de la cadena de la PBS. Aquí se puede ver a un Jim Morrison con una barba muy crecida y una interpretación decente de la pieza. Más tarde esta fue incluida en compilaciones de los Doors en DVD.
- Datos: Q3989364